# La Souris
Pour plus de détails, voir Fiche technique et Distribution.
La Souris ou Ne réveillez pas une souris qui dort au Québec (Mouse Hunt) est un film américain réalisé par Gore Verbinski, sorti en 1997. C'est le premier long métrage du réalisateur.
Il s'agit d'une comédie de type slapstick, c'est-à-dire que la violence physique est exagérée et absurde mais reste drôle et accessible pour un jeune public (les cartoon ont par exemple souvent recours à ce genre de comédie). Malgré des critiques plutôt négatives, le film est un succès commercial.

## Synopsis
Les frères Smuntz, à la mort de leur père héritent d’une fabrique de ficelle, d’une vieille maison qui tombe en ruine… ainsi que de divers objets sans grande utilité. Par un curieux concours de circonstances, c’est le moment où l'épouse de Lars (le premier des frères) décide de le mettre dehors, lui reprochant son manque d’ambition. Ensuite, son frère, Ernie, perd le restaurant haut de gamme qu’il tenait à cause d’un cafard trouvé dans l’assiette de homard du maire qui décède d’une crise cardiaque (le cafard provient en fait d’une boîte de vieux cigares cubains faisant partie de l’héritage). C’est donc par la force des choses que les deux frères emménagent dans la vieille bâtisse. Par hasard, ils découvrent que cette maison est en fait la dernière construction d’un architecte célèbre et qu’elle vaut une véritable fortune ; ils décident donc de la rénover pour la vendre. Le problème, c’est que la maison est déjà occupée… par une souris incroyablement rusée et tenace, qui ne se laissera pas jeter dehors si facilement.

## Fiche technique
Sauf indication contraire, les informations mentionnées dans cette section peuvent être confirmées par les bases de données cinématographiques IMDb et Allociné,  présentes dans la section « Liens externes ».
- Titre original : Mouse Hunt
- Titre français : La Souris
- Titre québécois : Ne réveillez pas une souris qui dort[1]
- Réalisation : Gore Verbinski
- Scénario : Adam Rifkin
- Musique : Alan Silvestri
- Direction artistique : James Nedza
- Décors : Linda DeScenna
- Costumes : Jill M. Ohanneson
- Photographie : Phedon Papamichael
- Son : Scott Martin Gershin, Larry Kemp, Gregg Landaker, Keith A. Wester, Douglas J. Schulman
- Montage : Craig Wood
- Production : Bruce Cohen, Tony Ludwig et Alan Riche
  - Production associée : Bart Brown
- Société de production : Dreamworks Pictures
- Sociétés de distribution : DreamWorks Distribution (États-Unis) ; United International Pictures (France, Suisse romande)
- Budget : 38 millions de $[2],[3]
- Pays de production :  États-Unis
- Langue originale : anglais
- Format : couleur (Technicolor) — 35 mm — 1,85:1 (Panavision) — son DTS / Dolby Digital / SDDS
- Genre : comédie
- Durée : 98 minutes
- Dates de sortie[4] :
  - États-Unis, Québec : 19 décembre 1997[1]
  - France, Belgique, Suisse romande : 8 avril 1998[5],[6],[7]
- Classification :
  - États-Unis : certaines scènes ou propos sont susceptibles de heurter la sensibilité des plus jeunes - accord parental souhaitable (PG - Parental Guidance Suggested)[N 1]
  - France : tous publics (conseillé à partir de 6 ans)[5],[8]
  - Belgique : tous publics (Alle Leeftijden)[6]
  - Québec : tous publics (G - General Rating)[1]

## Distribution
- Nathan Lane (VF : Pierre Laurent) : Ernie Smuntz
- Lee Evans (VF : Ludovic Baugin) : Lars Smuntz
- Vicki Lewis (VF : Natacha Muller) : April Smuntz
- Maury Chaykin (VF : Yves Barsacq) : Alexander Falko
- Eric Christmas (VF : Pierre Baton) : l'avocat des frères Smuntz
- Christopher Walken (VF : Bernard Tiphaine) : Cesar
- Michael Jeter (VF : Gilles Laurent) : Quincy Thorpe
- Camilla Søeberg (VF : Véronique Alycia) : Hilde
- Debra Christofferson : Ingrid
- William Hickey : Rudolph Smuntz
- Ian Abercrombie (VF : Philippe Dumat) : le commissaire-priseur
- Cliff Emmich : le maire McKrinle
- Ernie Sabella (VF : Mario Santini) : Maury
- Peter Gregory (VF : Éric Missoffe) : le docteur

## Production
Le tournage a lieu en Californie (Los Angeles, Fresno, Bass Lake, North Fork, Oakhurst).

## Accueil

### Accueil critique
Le film reçoit des critiques plutôt mitigées dans la presse américaine. Sur l’agrégateur de critiques Rotten Tomatoes, il n'obtient que 44% d'avis favorables pour 32 critiques et une note moyenne de 5,6⁄10. Le consensus suivant résume les critiques compilées par le site : « Mouse Hunt se retrouve piégé sous le poids de ses pitreries excessives ». Sur Metacritic, qui utilise une moyenne pondérée, le film obtient une note de 54⁄100 pour 21 critiques.

### Box-office
Le film est un succès au box-office américain avec une sortie durant les fêtes de fin d'année. Il récolte 6 062 922 $ pour son premier week-end pour 2 152 copies. Il totalise plus de 60 millions de dollars sur le sol américain. Dans le monde, il enregistre 124 510 831 $, alors qu'il attire 811 978 spectateurs dans les salles françaises.

## Distinctions

### Récompenses
- Key Art Awards 1998 : meilleur spectacle audiovisuel pour la bande-annonce
- World Animation Celebration 1998 : meilleure utilisation de l'animation comme effet spécial

### Nominations
- Academy of Science Fiction, Fantasy and Horror Films - Saturn Awards 1998 : meilleur film fantastique
- Kids' Choice Awards 1998 : animal mignon préféré

## Éditions en vidéo
En France, le film La Souris est sorti en DVD le 22 mai 2001. Par la suite, le film est ressorti en DVD le 3 août 2006, en VOD le 17 octobre 2017 et en Blu-ray le 3 février 2021.